# Wetenschappelijke Raad voor het Regeringsbeleid
De Wetenschappelijke Raad voor het Regeringsbeleid (WRR) is een onafhankelijke denktank en adviesorgaan voor de Nederlandse regering. 

## Algemeen
De WRR heeft tot taak ten behoeve van het regeringsbeleid wetenschappelijke informatie te verschaffen over ontwikkelingen die op langere termijn de samenleving kunnen beïnvloeden. De werkzaamheden van de WRR zijn erop gericht bestaande problemen in brede samenhang te bezien, daarbij nieuwe problemen te verkennen en nieuwe perspectieven en oplossingsrichtingen aan te geven.
De raad wordt ondersteund door een ambtelijk bureau onder leiding van een secretaris. Het bureau behoort beheersmatig tot het ministerie van Algemene Zaken. De WRR is gevestigd in Den Haag.

## Geschiedenis

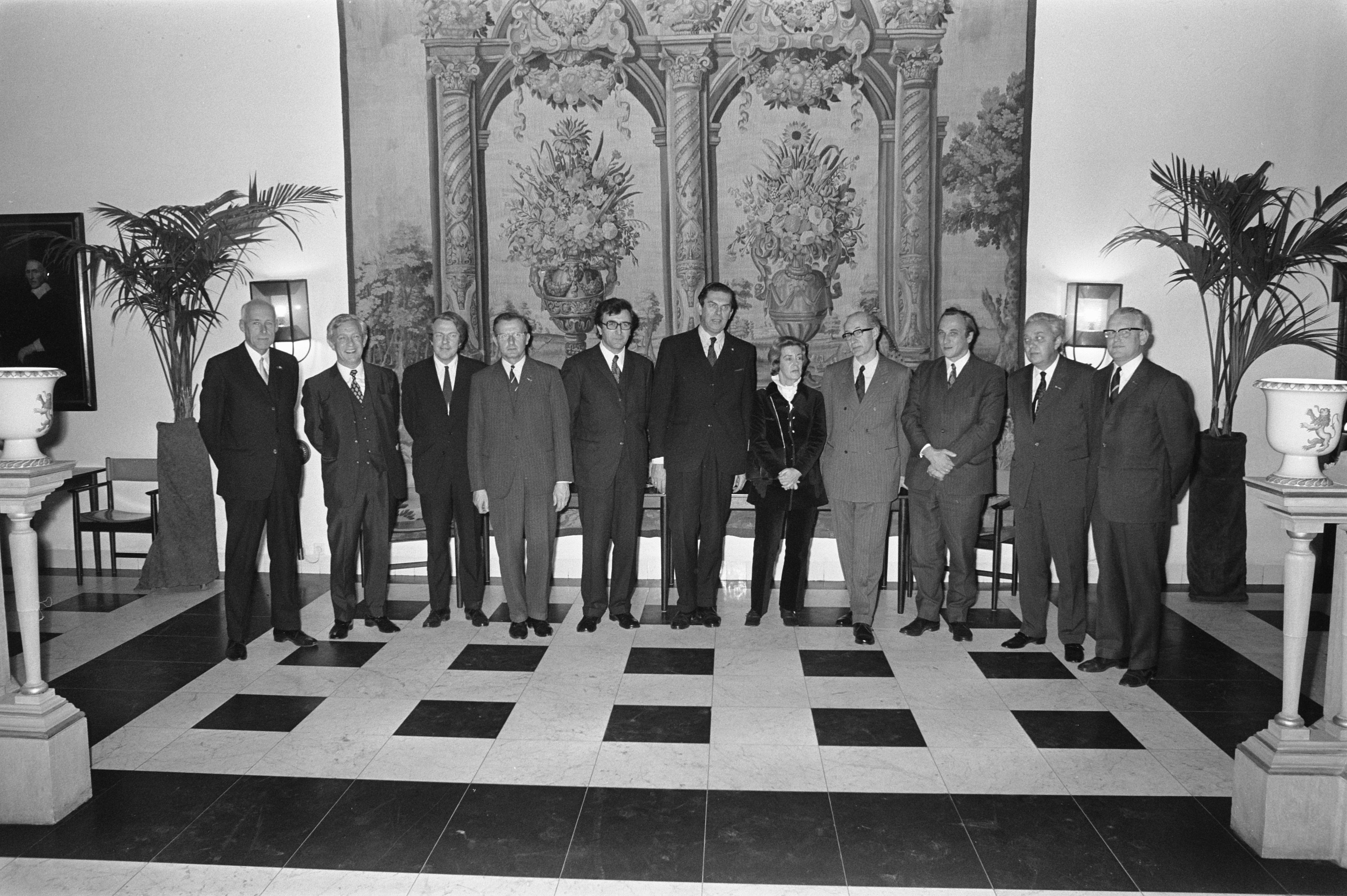
Premier Biesheuvel installeert voorlopige wetenschappelijke Raad voor het Regeringsbeleid, 1972

In 1972 werd de WRR als voorlopige raad opgericht. In deze periode werden adviesraden voornamelijk  ingezet voor verschillende beleidsterreinen en inspraak vanuit de maatschappij. Maar de WRR is anders. De raad heeft tot taak om integraal naar het regeringsbeleid te kijken – het regeringsbeleid in de volle breedte –, om maatschappelijke problemen te signaleren en om te adviseren over toekomstige ontwikkelingen.
De WRR kreeg de taak om probleemvelden vast te stellen en te adviseren over toekomstige ontwikkelingen.
De eerste raadsperiode werd gekenmerkt door een theoretische aanpak op basis van internationale wetenschappelijke literatuur. Om op wetenschappelijke basis te kunnen adviseren moest men zich kunnen verstaan met de academische wereld. Al snel bleek dat de raad ook uitdrukkelijk met maatschappelijke organisaties en de bureaus van politieke partijen wilde communiceren. In 1975 introduceert de WRR naast voorstudies en achtergrondverkenningen, 'rapporten aan de regering'. In 1976 krijgt de WRR een definitieve positie binnen het Nederlands adviesbestel; deze wordt geregeld in de Instellingswet van de WRR (30 juni 1976).
In de jaren negentig verschuift de aandacht van het inhoudelijk vormgeven van beleid naar de randvoorwaarden voor het maken van het beleid: van inrichting naar richting. In zijn rapporten biedt de WRR vooral beleidsargumentaties, van vraagstelling via analyse tot aan conclusies en aanbevelingen.
Na de jaren negentig treedt de WRR actiever naar buiten. Aanleiding is de eerste externe evaluatie van de WRR, uitgevoerd door de commissie-Rinnooy-Kan in 2001. De samenstelling van de raad wordt flexibeler, experts uit binnen- en buitenland worden ingeschakeld en de raad gaat zijn rapporten mondeling toelichten bij verschillende belanghebbenden. Vanaf 2003 agendeert de raad bovendien vaker actuele thema’s die in de samenleving leven. Het gaat dan bijvoorbeeld om thema’s als islamitisch activisme en media in tijden van digitalisering.
De tweede externe evaluatiecommissie (Van Rooij, 2008) beveelt de WRR aan zich meer internationaal te oriënteren. Dat resulteert in adviezen over onder andere ontwikkelingshulp en Nederlands buitenlands beleid.
De aanbevelingen van de derde evaluatiecommissie (Smit, 2012) leiden ertoe dat de WRR vanaf 2013 niet langer met een vijfjarenprogramma voor een hele raadsperiode werkt. Met een dynamischer en flexibeler programma ontstaat er ruimte voor ad-hoc-adviesaanvragen. Om dit programma beter te laten aansluiten bij de buitenwereld organiseert de WRR meer bijeenkomsten in het kader van zijn onderzoeksprojecten. Ook gaat de raad werken met een breder assortiment aan publicaties: naast de rapporten aan de regering, verkenningen en working papers introduceert hij de policy briefs. Op deze manier kan de WRR beter aanhaken bij de dilemma’s van de regering en het parlement, en kan hij eenvoudiger inspelen op adviesvragen en actuele ontwikkelingen. Input voor het programma komt onder meer van bewindslieden, beleidsmakers en parlementsleden, maar ook van maatschappelijke actoren en wetenschappers.
De vierde evaluatiecommissie (Bijker, 2018) benadrukt het unieke profiel van de WRR als adviesraad voor weerbarstige en omstreden vraagstukken die een multidisciplinaire aanpak vereisen. Daarbij kan de raad zijn profilering op vraagstukken in het sociaal-culturele domein waarbij waardenconflicten een dominante rol spelen, verder versterken. Voorbeelden hiervan zijn de rapporten over de gevolgen van nieuwe technologie en flexibel werk voor de kwaliteit van werk, over de druk op de financiële, personele en maatschappelijke houdbaarheid van de zorg over de opgaven waar AI de samenleving en overheid voor stelt en de samen met de KNAW uitgevoerde studie met langetermijnscenario’s voor een samenhangende beleidsstrategie in het kader van de coronapandemie.

## Leden van de raad
De raad bestaat uit minimaal vijf en maximaal elf leden. Zij worden door het kabinet benoemd voor een periode van vijf jaar. Alle raadsleden zijn werkzaam als hoogleraar. 
De samenstelling van de raad is anno 2022:
Voorzitter
- Corien Prins

Raadsleden
- Andrea Evers
- Catrien Bijleveld
- Paul 't Hart
- Suzanne Hulscher
- Maarten Lindeboom
- Mathieu Segers†
- Casper G. de Vries

Adviserende raadsleden
- Godfried Engbersen

Secretaris
- Frans Brom

## Werkwijze
Om te komen tot een goed werkprogramma legt de WRR zijn oor regelmatig te luisteren bij bewindslieden, beleidsmakers, politici, wetenschappers en het maatschappelijk veld. Daarnaast ontvangt de WRR adviesvragen van het kabinet. Alle ideeën worden verzameld en uitgebreid besproken. Uiteindelijk beslist de raad welke onderwerpen hij op zijn agenda zet. Het gaat daarbij altijd om domein- of sectoroverstijgende vraagstukken die gericht zijn op de lange termijn.
Bij zijn onderzoek werkt de WRR samen met universiteiten, andere adviesraden, planbureaus en beleidsmakers. Door gebruik te maken van beschikbare kennisbronnen en uitgebreid met maatschappelijke partijen in te gesprek te gaan, slaat de WRR een brug tussen wetenschap en beleid. Zo zijn adviezen en verkenningen niet alleen goed onderbouwd, maar sluiten deze ook aan bij de samenleving.
Elke vijf jaar evalueert een onafhankelijke visitatiecommissie de WRR. De laatste visitatie vond plaats in 2017. De aanbevelingen van de commissie spelen een belangrijke rol in de verdere ontwikkeling van de organisatie.